# بالم بري
بالم بري (بالإنجليزية: Palm Pre)‏ هو هاتف ذكي يعمل بنظام ويب أو إس، تم طرحه في الأسواق في 2009.

## الخصائص
- نظام التشغيل: ويب أو إس
- الكاميرا الخلفية: 3.2 ميجابكسل
- الوزن: 135 غ (4.8 أونصة)
- المعالج: 500 ميجا هرتز
- الذاكرة: 256 ميجابايت
- التخزين: 16 جيجابايت